# كندر (خليل أباد)
كندر (بالفارسية: کندر) هي منطقة سكنية تقع في إيران في ناحية ششطراز. يقدر عدد سكانها بـ 5,700 نسمة .